# Roze runenkorst
De roze runenkorst (Phaeographis smithii) is een korstmos behorend tot de familie Graphidaceae. Hij komt voor op bomen. Hij leeft in symbiose met de alg Trentepohlia.

## Kenmerken

### Uiterlijke kenmerken
Het thallus is crustose. Het oppervlak is crèmekleurig, lichtgeel of geelachtig grijs, glad of ongelijkmatig. 
Hij heeft de volgende kenmerkende kleurreacties: K+ (geel tot rood [kristallen]), C-, KC+ (rood), P+ (geel tot oranje), UV-.

### Microscopische kenmerken
De asci zijn 8-sporig en meten 90-100 × 20-25 µm. De ascosporen zijn bruin (jong kleurloos), 5 tot 7 maal tranversaal gesepteerd en meten 26-40 × 7-10 µm. De ascosporen kleuren rood of roodbruin in jodium (I). Het hymenium is ingebed en heeft een hoogte van 90-120 µm. Pycnidia en conidia zijn niet aanwezig. 

## Vergelijkbare soorten
De roze runenkorst is zeer vergelijkbaar met:
- Phaeographis dentritica, maar heeft een minder gebarsten, gladder thallus en plattere en minder vertakte lirellae.
- Graphina anguina, maar deze is eenvoudig te onderscheiden omdat hij grote, muurvormige sporen heeft.

## Verspreiding
De roze runenkorst komt voor in Noordwest Europa en Noord-Amerika (westen). In Nederland komt hij zeldzaam voor. Hij staat op de rode lijst in de categorie 'Gevoelig'.